# Eutelia approximata
Eutelia approximata är en fjärilsart som beskrevs av Walker 1863. Eutelia approximata ingår i släktet Eutelia och familjen nattflyn. Inga underarter finns listade i Catalogue of Life.